# Маријина Вода
Маријина Вода је насељено мјесто у Босни и Херцеговини у општини Какањ које административно припада Федерацији Босне и Херцеговине. Према попису становништва из 1991. у насељу је живјело 725 становника.

## Становништво
| Националност       | 1991.        |
| Хрвати             | 487 (67,17%) |
| Муслимани          | 188 (25,93%) |
| Срби               | 2 (0,27%)    |
| Југословени        | 8 (1,10%)    |
| остали и непознато | 40 (5,51%)   |
| Укупно             | 725          |

Маријина Вода као самостално насељено мјесто постоји од пописа 1991. године. До тада се налазила у саставу насељеног мјеста Хаљинићи.